# Diana Baumrind
Diana Blumberg Baumrind est une psychologue clinicienne et développementale née en 1927 à New York et morte le 13 septembre 2018.

## Biographie
Baumrind est née dans une petite communauté juive de New York. Elle a obtenu un bachelor en psychologie et philosophie au Hunter College, ainsi qu'une maîtrise puis un doctorat en psychologie à l'Université de Californie (Berkeley). Sa thèse de doctorat est intitulée Quelques personnalités et comportements contextuels déterminants dans un groupe de discussion ("Some personality and situational determinants of behavior in
a discussion group").
Après son doctorat, elle a travaillé au Cowell Memorial Hospital de Berkeley, en tant que psychologue. Elle était également directrice de deux projets du United States Public Health Service et conseillère dans un projet de l'État de Californie.
Elle est psychologue clinique et développementale à l'Institute of Human Development de l'université Berkeley. Elle a mené des recherches sur les méthodes d'éducation parentale, et est connue pour ses critiques de la duperie en recherche psychologique, et ses positions sur l'éthique dans recherche, ainsi que le montre ses critiques de l'expérience de Stanley Milgram,,.
Elle a initié des recherches sur les styles parentaux, qui ont eu une grande importance en psychologie du développement et en psychologie de l'enfant et de l'adolescent. Ses hypothèses sur les méthodes d'éducation des parents sont basées sur deux aspects, la « sensibilité parentale », qui se rapporte au degré auquel le parent réagit aux besoins de l'enfant et « l'exigence parentale », qui est l'étendue des exigences des parents envers l'enfant, au niveau du comportement mûr et responsable. Ses recherches ont mis en évidence trois styles parentaux : les parents autoritaires, les parents permissifs et les parents démocratiques (directifs).
Elle s'intéresse aux effets des châtiments corporels sur les enfants. Une de ses études suggère qu'un usage modéré des châtiments corporels n'a aucun effet nuisible sur l'enfant (mais seulement chez les parents démocratiques, pas chez les parents autoritaires) . Cependant, cette étude a été refusée par les comités de lecture de différentes revues scientifiques. Des critiques ultérieures de cette étude soulignent que l'absence d'effet négatif ne signifie pas que la punition corporelle soit positive.
Elle a été influencée par Theodor W. Adorno, Else Frenkel-Brunswik, Daniel J. Levinson, Nevit Sanford, Egon Brunswik, David Krech, Richard S. Crutchfield.